# Instrumentalis–komitativ
Instrumentalis–komitativ är ett grammatiskt kasus som kombinerar instrumentalis och komitativ. Kasuset förekommer i ungerska, och liknar den svenska prepositionen med. Det kan hänvisa till medel i en åtgärd (med kniv, gaffel, med spårvagn et cetera) och till den person i vars sällskap en åtgärd utförs (med sin familj et cetera), liksom andra meningar (temporal, modal et cetera).